# Bastutjärnen (Stensele socken, Lappland)
Bastutjärnen är en sjö i Storumans kommun i Lappland och ingår i Umeälvens huvudavrinningsområde. Sjön har en area på 0,356 kvadratkilometer och ligger 277,4 meter över havet.

## Delavrinningsområde
Bastutjärnen ingår i det delavrinningsområde (721651-158551) som SMHI kallar för Utloppet av Lill-Bastuträsket. Medelhöjden är 319 meter över havet och ytan är 24,75 kvadratkilometer. Räknas de 27 avrinningsområdena uppströms in blir den ackumulerade arean 331,81 kvadratkilometer. Gunnarbäcken (Storbäcken) som avvattnar avrinningsområdet har biflödesordning 3, vilket innebär att vattnet flödar genom totalt 3 vattendrag innan det når havet efter 226 kilometer. Avrinningsområdet består mestadels av skog (82 procent). Avrinningsområdet har 2,99 kvadratkilometer vattenytor vilket ger det en sjöprocent på 12,1 procent.